# Liste der IATA-Codes/Q
Diese Teilliste führt alle IATA-Flughafencodes auf, die mit „Q“ beginnen, und enthält Informationen zu den bezeichneten Verkehrsknotenpunkten.
A AA AB AC AD AE AF AG AH AI AJ AK AL AM AN AO AP AQ AR AS AT AU AV AW AX AY AZ
B BA BB BC BD BE BF BG BH BI BJ BK BL BM BN BO BP BQ BR BS BT BU BV BW BX BY BZ
C CA CB CC CD CE CF CG CH CI CJ CK CL CM CN CO CP CQ CR CS CT CU CV CW CX CY CZ
D DA DB DC DD DE DF DG DH DI DJ DK DL DM DN DO DP DQ DR DS DT DU DV DW DX DY DZ
E EA EB EC ED EE EF EG EH EI EJ EK EL EM EN EO EP EQ ER ES ET EU EV EW EX EY EZ
F FA FB FC FD FE FF FG FH FI FJ FK FL FM FN FO FP FQ FR FS FT FU FV FW FX FY FZ
G GA GB GC GD GE GF GG GH GI GJ GK GL GM GN GO GP GQ GR GS GT GU GV GW GX GY GZ
H HA HB HC HD HE HF HG HH HI HJ HK HL HM HN HO HP HQ HR HS HT HU HV HW HX HY HZ
I IA IB IC ID IE IF IG IH II IJ IK IL IM IN IO IP IQ IR IS IT IU IV IW IX IY IZ
J JA JB JC JD JE JF JG JH JI JJ JK JL JM JN JO JP JQ JR JS JT JU JV JW JX JY JZ
K KA KB KC KD KE KF KG KH KI KJ KK KL KM KN KO KP KQ KR KS KT KU KV KW KX KY KZ
L LA LB LC LD LE LF LG LH LI LJ LK LL LM LN LO LP LQ LR LS LT LU LV LW LX LY LZ
M MA MB MC MD ME MF MG MH MI MJ MK ML MM MN MO MP MQ MR MS MT MU MV MW MX MY MZ
N NA NB NC ND NE NF NG NH NI NJ NK NL NM NN NO NP NQ NR NS NT NU NV NW NX NY NZ
O OA OB OC OD OE OF OG OH OI OJ OK OL OM ON OO OP OQ OR OS OT OU OV OW OX OY OZ
P PA PB PC PD PE PF PG PH PI PJ PK PL PM PN PO PP PQ PR PS PT PU PV PW PX PY PZ
Q QA QB QC QD QE QF QG QH QI QJ QK QL QM QN QO QP QQ QR QS QT QU QV QW QX QY QZ
R RA RB RC RD RE RF RG RH RI RJ RK RL RM RN RO RP RQ RR RS RT RU RV RW RX RY RZ
S SA SB SC SD SE SF SG SH SI SJ SK SL SM SN SO SP SQ SR SS ST SU SV SW SX SY SZ
T TA TB TC TD TE TF TG TH TI TJ TK TL TM TN TO TP TQ TR TS TT TU TV TW TX TY TZ
U UA UB UC UD UE UF UG UH UI UJ UK UL UM UN UO UP UQ UR US UT UU UV UW UX UY UZ
V VA VB VC VD VE VF VG VH VI VJ VK VL VM VN VO VP VQ VR VS VT VU VV VW VX VY VZ
W WA WB WC WD WE WF WG WH WI WJ WK WL WM WN WO WP WQ WR WS WT WU WV WW WX WY WZ
X XA XB XC XD XE XF XG XH XI XJ XK XL XM XN XO XP XQ XR XS XT XU XV XW XX XY XZ
Y YA YB YC YD YE YF YG YH YI YJ YK YL YM YN YO YP YQ YR YS YT YU YV YW YX YY YZ
Z ZA ZB ZC ZD ZE ZF ZG ZH ZI ZJ ZK ZL ZM ZN ZO ZP ZQ ZR ZS ZT ZU ZV ZW ZX ZY ZZ

## QA
| IATA | ICAO | Flughafen          | Ort      | Region   | Land    |
| ---- | ---- | ------------------ | -------- | -------- | ------- |
| QAQ  | LIAP | Flugplatz L’Aquila | L’Aquila | Abruzzen | Italien |

## QB
| IATA | ICAO | Flughafen           | Ort         | Region           | Land   |
| ---- | ---- | ------------------- | ----------- | ---------------- | ------ |
| QBC  | CYBD | Bella Coola Airport | Bella Coola | British Columbia | Kanada |

## QC
| IATA | ICAO | Flughafen     | Ort       | Region  | Land                   |
| ---- | ---- | ------------- | --------- | ------- | ---------------------- |
| QCY  | EGXC | RAF Coningsby | Coningsby | England | Vereinigtes Königreich |

## QD
| IATA                                             | ICAO | Flughafen | Ort | Region | Land |
| ------------------------------------------------ | ---- | --------- | --- | ------ | ---- |
| Es gibt keine IATA-Codes, die mit „QD“ beginnen. |      |           |     |        |      |

## QE
| IATA                                             | ICAO | Flughafen | Ort | Region | Land |
| ------------------------------------------------ | ---- | --------- | --- | ------ | ---- |
| Es gibt keine IATA-Codes, die mit „QE“ beginnen. |      |           |     |        |      |

## QF
| IATA                                             | ICAO | Flughafen | Ort | Region | Land |
| ------------------------------------------------ | ---- | --------- | --- | ------ | ---- |
| Es gibt keine IATA-Codes, die mit „QF“ beginnen. |      |           |     |        |      |

## QG
| IATA                                             | ICAO | Flughafen | Ort | Region | Land |
| ------------------------------------------------ | ---- | --------- | --- | ------ | ---- |
| Es gibt keine IATA-Codes, die mit „QG“ beginnen. |      |           |     |        |      |

## QH
| IATA | ICAO | Flughafen                 | Ort   | Region             | Land        |
| ---- | ---- | ------------------------- | ----- | ------------------ | ----------- |
| QHU  | EDXJ | Flugplatz Husum-Schwesing | Husum | Schleswig-Holstein | Deutschland |

## QI
| IATA                                             | ICAO | Flughafen | Ort | Region | Land |
| ------------------------------------------------ | ---- | --------- | --- | ------ | ---- |
| Es gibt keine IATA-Codes, die mit „QI“ beginnen. |      |           |     |        |      |

## QJ
| IATA                                             | ICAO | Flughafen | Ort | Region | Land |
| ------------------------------------------------ | ---- | --------- | --- | ------ | ---- |
| Es gibt keine IATA-Codes, die mit „QJ“ beginnen. |      |           |     |        |      |

## QK
| IATA                                             | ICAO | Flughafen | Ort | Region | Land |
| ------------------------------------------------ | ---- | --------- | --- | ------ | ---- |
| Es gibt keine IATA-Codes, die mit „QK“ beginnen. |      |           |     |        |      |

## QL
| IATA | ICAO | Flughafen                   | Ort        | Region | Land     |
| ---- | ---- | --------------------------- | ---------- | ------ | -------- |
| QLR  | LPMR | Militärflugplatz Monte Real | Monte Real | Centro | Portugal |

## QM
| IATA                                             | ICAO | Flughafen | Ort | Region | Land |
| ------------------------------------------------ | ---- | --------- | --- | ------ | ---- |
| Es gibt keine IATA-Codes, die mit „QM“ beginnen. |      |           |     |        |      |

## QN
| IATA | ICAO | Flughafen              | Ort      | Region   | Land |
| ---- | ---- | ---------------------- | -------- | -------- | ---- |
| QNY  | –    | Skyports Seaplane Base | New York | New York | USA  |

## QO
| IATA | ICAO | Flughafen        | Ort    | Region | Land    |
| ---- | ---- | ---------------- | ------ | ------ | ------- |
| QOW  | DNIM | Flughafen Owerri | Owerri | Imo    | Nigeria |

## QP
| IATA | ICAO | Flughafen                   | Ort      | Region | Land     |
| ---- | ---- | --------------------------- | -------- | ------ | -------- |
| QPG  | WSAP | Militärflugplatz Paya Lebar | Singapur | –      | Singapur |

## QQ
| IATA                                             | ICAO | Flughafen | Ort | Region | Land |
| ------------------------------------------------ | ---- | --------- | --- | ------ | ---- |
| Es gibt keine IATA-Codes, die mit „QQ“ beginnen. |      |           |     |        |      |

## QR
| IATA | ICAO | Flughafen           | Ort                   | Region    | Land      |
| ---- | ---- | ------------------- | --------------------- | --------- | --------- |
| QRA  | FAGM | Rand Airport        | Johannesburg          | Gauteng   | Südafrika |
| QRO  | MMQT | Flughafen Querétaro | Santiago de Querétaro | Querétaro | Mexiko    |
| QRW  | DNSU | Flughafen Warri     | Warri                 | Delta     | Nigeria   |

## QS
| IATA | ICAO | Flughafen            | Ort        | Region    | Land      |
| ---- | ---- | -------------------- | ---------- | --------- | --------- |
| QSC  | SDSC | Flughafen São Carlos | São Carlos | São Paulo | Brasilien |
| QSF  | DAAS | Flughafen Sétif      | Sétif      | Sétif     | Algerien  |
| QSR  | LIRI | Flughafen Salerno    | Salerno    | Kampanien | Italien   |
| QSZ  | ZWSC | Flughafen Shache     | Yarkant    | Xinjiang  | China     |

## QT
| IATA                                             | ICAO | Flughafen | Ort | Region | Land |
| ------------------------------------------------ | ---- | --------- | --- | ------ | ---- |
| Es gibt keine IATA-Codes, die mit „QT“ beginnen. |      |           |     |        |      |

## QU
| IATA | ICAO | Flughafen         | Ort                    | Region       | Land                   |
| ---- | ---- | ----------------- | ---------------------- | ------------ | ---------------------- |
| QUB  | HLUB | Flughafen Ubari   | Ubari                  | Wadi al-Haya | Libyen                 |
| QUG  | EGHR | Goodwood Airfield | Chichester             | England      | Vereinigtes Königreich |
| QUO  | DNAI | Flughafen Uyo     | Uyo                    | Akwa Ibom    | Nigeria                |
| QUY  | EGUY | RAF Wyton         | Wyton (Cambridgeshire) | England      | Vereinigtes Königreich |

## QV
| IATA                                             | ICAO | Flughafen | Ort | Region | Land |
| ------------------------------------------------ | ---- | --------- | --- | ------ | ---- |
| Es gibt keine IATA-Codes, die mit „QV“ beginnen. |      |           |     |        |      |

## QW
| IATA | ICAO | Flughafen         | Ort       | Region         | Land |
| ---- | ---- | ----------------- | --------- | -------------- | ---- |
| QWG  | –    | Wilgrove Air Park | Charlotte | North Carolina | USA  |

## QX
| IATA                                             | ICAO | Flughafen | Ort | Region | Land |
| ------------------------------------------------ | ---- | --------- | --- | ------ | ---- |
| Es gibt keine IATA-Codes, die mit „QX“ beginnen. |      |           |     |        |      |

## QY
| IATA                                             | ICAO | Flughafen | Ort | Region | Land |
| ------------------------------------------------ | ---- | --------- | --- | ------ | ---- |
| Es gibt keine IATA-Codes, die mit „QY“ beginnen. |      |           |     |        |      |

## QZ
| IATA                                             | ICAO | Flughafen | Ort | Region | Land |
| ------------------------------------------------ | ---- | --------- | --- | ------ | ---- |
| Es gibt keine IATA-Codes, die mit „QZ“ beginnen. |      |           |     |        |      |